# 傅海燕
傅海燕（英語：Grace Fu，1964年3月29日—）是新加坡人民行动党的華裔政治人物。現任新加坡國會領袖。她是新加坡歷史上繼陳惠華之後第二位正部長級的女性。

## 早年生涯
傅在南洋女子中学和华中初级学院接受教育，之后升入新加坡国立大学，于1985年获得会计学（荣誉）学位，并于1991年获得工商管理硕士学位。
傅于1985年至1988年在大華銀行担任审计师，及後加入了虎豹集团（Haw Par Group） ，从1991年至1995年，她在该公司从事企业计划，财务控制和业务发展。

## 政治生涯
傅海燕是李显龙在2006年大选前引进的24名新人民行动党候选人之一。她于2006年6月当选裕廊集选区国会议员。2006年8月1日，傅被任命为国家发展部國務部長。
2008年4月1日，傅晉升为教育部和国家发展部的高级国务部长。

## 争议

### 肉鸡供应课题争议言论
2022年7月17日，傅海燕针对新加坡肉鸡供应不足课题在新加坡国会发表言论指：“如果这个星期买不到这种肉，你就不要吃这种肉；如果买不到鸡肉，那么就去找其它形式的肉，比如鸡蛋。”傅海燕此言论则引发民众不满，被民众质疑为何不寻找解决方案而发表该言论。

## 荣誉

### 外国勋章奖章
- 圣米迦勒及圣乔治爵级司令勋章（英国，2014年颁发[3]）：随总统陈庆炎对英国进行国事访问。

## 資料來源
1. ↑  . Parliament of Singapore.   [8 January 2012]. （原始内容存档于2014-05-13）.
2. ↑  . 中國報 China Press. 2022-07-17  [2022-09-21]. （原始内容存档于2022-09-22） （美国英语）.
3. ↑  （英文）. Gov.uk. 2016-03-24  [2021-06-11]. （原始内容存档 (PDF)于2022-05-02）.